# نهر ديلاوير (كانساس)
نهر ديلاوير نهر يقع في الجزء الشمالي الشرقي من ولاية كانساس . يستنزف حوض نهر ديلاوير 1,117 ميل مربع (2,890 كـم2) من التدفق الخارج لخزان بحيرة بيري. صنف النهر على أنه مستجمعات المياه من الفئة 1 من قبل وزارة الصحة والبيئة في كانساس مما يعني أن مستجمعات المياه بحاجة إلى استعادة وحماية فورية. النهر هو أحد الروافد الرئيسية لنهر كانساس.